# Mohamed Zaoui
Mohamed Zaoui (in arabo محمد زاوي‎?; 14 maggio 1960) è un ex pugile algerino.

## Palmarès

### Olimpiadi
- 1 medaglia:
  - 1 bronzo (Los Angeles 1984 nei pesi medi)